# Classificació Ranganathan
Classificació Ranganathan o classificació de dos punts és un sistema de classificació bibliotecària desenvolupada per S. R. Ranganathan. Va ser la primera classificació facetada (o analítico-sintètica). La primera edició va ser publicada el 1933. Des de llavors s'han publicat més de sis més edicions. És especialment utilitzat en biblioteques de l'Índia.
La seva classificació "colonada" ve de l'ús de còlons per separar facetes dins números de classe. Tanmateix, hi ha molts altres esquemes de classificació, alguns dels quals no estan relacionats, que també usen còlons i altres puntuacions amb diverses funcions. No haurien de ser confosos amb classificació de còlon.

## Organització
La classificació Ranganathan utilitza 42 classes principals que són combinades amb altres cartes, números i marques en una manera que s'assembla a la classificació de la Biblioteca del Congrés per a ordenar una publicació.

### Facetes
La classificació Ranganathan utilitza cinc categories primàries, o facetes, per especificar encara més la classificació d'una publicació. En conjunts, són les anomenades PMEST:
, Personalitat, el tema més específic o focal.
; Assumpte o propietat, la substància, propietats o materials del tema.
: Energia, incloent els processos, operacions i activitats.
. Espacial, el qual relaciona la ubicació geogràfica del tema.
' Temps, el qual refereix a les dates o estacions del tema.

### Classes
Les següents són les classes principals de CC, amb algunes subclasses, el mètode principal utilitzat per a ordenar la subclasse que utilitza l'esquema de PMEST i els exemples que mostren aplicació de PMEST.
z Generalitats
1 Coneixement
2 Biblioteconomia

3 Bibliologia

4 Periodisme
B Matemàtiques
B2 Àlgebra
C Física
D Enginyeria
E Química
F Tecnologia
G Biologia

H Geologia
HX Miner
Jo Botànica
J Agricultura
J1 Horticultura
J2 Alimentació
J3 Menjar
J4 Estimulant
J5 Oli
J6 Fàrmac
J7 Teixit
J8 Tint
K Zoologia
KZ Ramaderia
L Medicina
LZ3 Farmacologia
LZ5 Farmacopea
M Arts útils
M7 Tèxtils [material]:[feina]
Δ Misticisme i experiència espiritual [religió],[entitat]:[problema]
N Belles arts
ND Escultura

NN Gravat

NQ Pintura

NR Música
O Literatura
P Lingüística
Q Religió
R Filosofia
S Psicologia
T Educació
U Geografia
V Història
W Ciències polítiques
X Economia
Y Sociologia
YZ Assistència social

Z llei